# Club Marítimo de Canido
El Club Marítimo de Canido es un club náutico español situado en Canido (Vigo).

## Historia
Fue fundado el 30 de abril de 1986 con el nombra de Club Marítimo San Miguel de Oya, Canido y Cabo Estay a raíz de unas reuniones de doce amigos, entre ellos Miguel Eraso, Cristóbal Antón, y Antonio Cominges, en un antiguo bar de Canido, el "Bella Ría", donde tomaron la decisión de fundar un club para sus familiares que estuviese orientado al mundo náutico.

## Instalaciones
Cuenta con un edificio de 800 metros cuadrados repartido en dos plantas, la superior formada por un restaurante con terraza de 300 metros con vistas a las Islas Cíes y la inferior donde se encuentran las oficinas, duchas y vestuarios así como un amplio pañol. Tiene una zona de varada de 1.000 metros cuadrados y una rampa de bajada directa al mar. En 2024 se acometieron unas obras sobre un proyecto de Antonio Cominges consistentes en la reforma de la edificación existente ampliando la superficie construida cerrada en cerca de 200 metros cuadrados mientras que se restan unos 27 metros cuadrados del espacio abierto.

## Regatas
Organizó el Campeonato Ibérico de ILCA en 2021, 2022, 2023, y 2024.